# デイブ・ドナルドソン
デイブ・ドナルドソン（Dave Donaldson、1978年6月4日- ）は、カナダの経済学者でありマサチューセッツ工科大学の経済学教授である。2017年にジョン・ベイツ・クラーク賞を受賞し、2020年にアメリカ芸術科学アカデミー会員に選出された。

## 経歴
2001年にトリニティ・カレッジ (オックスフォード大学)で物理学の修士号を取得してからは、2002年にディプロマを、2003年に理学系修士号を、2009年に博士号を、いずれもロンドン・スクール・オブ・エコノミクスの経済学部で取得。彼の研究は、市場統合による福祉および経済成長への影響や、国内貿易障壁の減少がもたらす広範な影響、および、気候変動による人間活動への影響ならびに食料安全保障や飢饉リスクがそれぞれ貿易や分業化によってどう解決しうるかを扱っている。
彼は2019年から2023年まで『エコノメトリカ』の共同編集者を務めている。 

## 主な業績
- Donaldson, Dave (2018). “Railroads of the Raj: Estimating the Impact of Transportation Infrastructure”. American Economic Review 108 (4-5):  899-934. doi:10.1257/aer.20101199. hdl:1721.1/128506.
- Donaldson, Dave; Hornbeck, Richard (2016). “Railroads and American Economic Growth: A 'Market Access' Approach”. Quarterly Journal of Economics 101 (7):  799-858. doi:10.1093/qje/qjw002.